# Чемпіонат світу з фехтування 2015
Чемпіонат світу з фехтування 2015 року проходив у Москві, Росія, з 13 по 19 липня під егідою Міжнародної федерації фехтування. На турнірі розігрувалися 12 комплектів нагород: в індивідуальній та командній першостях із фехтування на шпагах, рапірах та шаблях серед чоловіків та жінок.

## Розклад[2]
| ● | Церемонія відкриття | Q | Кваліфікація | ● | Фінали | ● | Церемонія закриття |

| Дисципліна              | Дисципліна              | 13 | 14 | 15 | 16 | 17 | 18 | 19 | Загалом |
| ----------------------- | ----------------------- | -- | -- | -- | -- | -- | -- | -- | ------- |
| Церемонії               | Церемонії               | ●  |    |    |    |    |    | ●  |         |
| Індивідуальна рапіра    | Індивідуальна рапіра    |    |    | Q  | 2  |    |    |    | 2       |
| Індивідуальна шабля     | Індивідуальна шабля     | Q  | 2  |    |    |    |    |    | 2       |
| Індивідуальна шпага     | Індивідуальна шпага     |    | Q  | 2  |    |    |    |    | 2       |
| Командна рапіра         | Командна рапіра         |    |    |    |    |    | Q  | 2  | 2       |
| Командна шабля          | Командна шабля          |    |    |    | Q  | 2  |    |    | 2       |
| Командна шпага          | Командна шпага          |    |    |    |    | Q  | 2  |    | 2       |
| Загалом золотих медалей | Загалом золотих медалей | 0  | 2  | 2  | 2  | 2  | 2  | 2  | 12      |

## Призери

### Загальний залік
| Місце  | Країна         | 1  | 2  | 3  | Всього |
| ------ | -------------- | -- | -- | -- | ------ |
| 1      | Росія          | 4  | 4  | 1  | 9      |
| 2      | Італія         | 4  | 0  | 1  | 5      |
| 3      | Україна        | 1  | 1  | 1  | 3      |
| 4      | КНР            | 1  | 0  | 3  | 4      |
| 5      | Угорщина       | 1  | 0  | 1  | 2      |
| 6      | Японія         | 1  | 0  | 0  | 1      |
| 7      | США            | 0  | 2  | 3  | 5      |
| 8      | Франція        | 0  | 2  | 1  | 3      |
| 9      | Південна Корея | 0  | 1  | 1  | 2      |
| 9      | Румунія        | 0  | 1  | 1  | 2      |
| 11     | Швеція         | 0  | 1  | 0  | 1      |
| 12     | Німеччина      | 0  | 0  | 2  | 2      |
| 13     | Данія          | 0  | 0  | 1  | 1      |
| 13     | Туніс          | 0  | 0  | 1  | 1      |
| 13     | Швейцарія      | 0  | 0  | 1  | 1      |
| Всього | Всього         | 12 | 12 | 18 | 42     |

#### Чоловіки
| Дисципліна               | Золото                                                                | Срібло                                                                      | Бронза                                                            |
| ------------------------ | --------------------------------------------------------------------- | --------------------------------------------------------------------------- | ----------------------------------------------------------------- |
| Шпага Особиста першість  | Геза Імре Угорщина                                                    | Готьє Грум'є Франція                                                        | Патрік Йоргенсен Данія                                            |
| Шпага Особиста першість  | Геза Імре Угорщина                                                    | Готьє Грум'є Франція                                                        | Чон Син Хва Республіка Корея                                      |
| Шпага Командна першість  | Україна Анатолій Герей Дмитро Карюченко Максим Хворост Богдан Нікішин | Південна Корея Пак Гьон Ду Квон Йон Джун Чон Син Хва Пак Сан Йон            | Швейцарія Макс Хайнцер Беньямін Штеффен Пер Борскі Фабіан Каутер  |
| Рапіра Особиста першість | Ота Юкі Японія                                                        | Александер Массіалас США                                                    | Герек Мейнгардт США                                               |
| Рапіра Особиста першість | Ота Юкі Японія                                                        | Александер Массіалас США                                                    | Артур Ахматхузін Росія                                            |
| Рапіра Командна першість | Італія Джорджо Авола Андреа Бальдіні Андреа Кассара Даніеле Гароццо   | Росія Артур Ахматхузін Олексій Черемісінов Реналь Ганєєв Дмитро Ріґін       | КНР Чень Хайвей Лей Шен Ма Цзяньфей Лі Чень                       |
| Шабля Особиста першість  | Олексій Якименко Росія                                                | Деріл Гомер США                                                             | Тіберіу Дольнічану Румунія                                        |
| Шабля Особиста першість  | Олексій Якименко Росія                                                | Деріл Гомер США                                                             | Макс Хартунг Німеччина                                            |
| Шабля Командна першість  | Італія Енріко Берре Лука Куратолі Альдо Монтано Дієго Окк'юцці        | Росія Каміль Ібрагімов Микола Ковальов Веніамін Решетніков Олексій Якименко | Німеччина Макс Хартунг Ніколас Лімбах Бенедикт Вагнер Матьяш Сабо |

#### Жінки
| Дисципліна               | Золото                                                                    | Срібло                                                                 | Бронза                                                                  |
| ------------------------ | ------------------------------------------------------------------------- | ---------------------------------------------------------------------- | ----------------------------------------------------------------------- |
| Шпага Особиста першість  | Росселла Ф'ямінго Італія                                                  | Емма Самуельссон Швеція                                                | Сюй Аньці Китай                                                         |
| Шпага Особиста першість  | Росселла Ф'ямінго Італія                                                  | Емма Самуельссон Швеція                                                | Сарра Бесбес Туніс                                                      |
| Шпага Командна першість  | КНР Сунь Івень Сюй Аньці Сунь Юйцзе Ло Сяоцзюань                          | Румунія Сімона Герман Ана Марія Бринзе Сімона Поп Лоредана Діну        | Україна Олена Кривицька Ксенія Пантелєєва Анфіса Почкалова Яна Шемякіна |
| Рапіра Особиста першість | Інна Дериглазова Росія                                                    | Аїда Шанаєва Росія                                                     | Аріанна Ерріго Італія                                                   |
| Рапіра Особиста першість | Інна Дериглазова Росія                                                    | Аїда Шанаєва Росія                                                     | Нзінґа Прескод США                                                      |
| Рапіра Командна першість | Італія Еліза ді Франциска Аріанна Ерріго Мартіна Батіні Валентина Веццалі | Росія Інна Дериглазова Аїда Шанаєва Лариса Коробейникова Юлія Бірюкова | Франція Аніта Блаз Полін Ранв'є Астрід Гюяр Ізаора Тібус                |
| Шабля Особиста першість  | Софія Велика Росія                                                        | Сесілія Бердер Франція                                                 | Шень Чень Китай                                                         |
| Шабля Особиста першість  | Софія Велика Росія                                                        | Сесілія Бердер Франція                                                 | Анна Мартон Угорщина                                                    |
| Шабля Командна першість  | Росія Катерина Дяченко Яна Єгорян Софія Велика Юлія Гаврилова             | Україна Ольга Харлан Олена Вороніна Аліна Комащук Олена Кравацька      | США Ібтіхадж Мухаммад Енн-Елізабет Стоун Дагмара Возняк Маріель Загуніс |